# Sigrid Roßteutscher
Sigrid Roßteutscher (* 1966 in Mannheim) ist eine deutsche Soziologin und Politikwissenschaftlerin. Sie ist Professorin für Soziologie mit dem Schwerpunkt sozialer Konflikt und sozialer Wandel an der Johann Wolfgang Goethe-Universität in Frankfurt am Main sowie eine Projektleiterin der German Longitudinal Election Study. Seit 2019 ist sie die Vorsitzende der Deutschen Gesellschaft für Wahlforschung.

## Werdegang
Nach dem Abitur 1985 in Mannheim studierte Sigrid Roßteutscher bis 1991 Politikwissenschaft, Geschichte und öffentliches Recht an der Universität Mannheim. Nach anschließender Tätigkeit als Wissenschaftliche Angestellte bei Max Kaase an der Universität Mannheim nahm sie 1992 ein Promotionsstudium am European University Institute in Florenz unter der Betreuung von Klaus Eder auf, wo sie 1997 mit ihrer Arbeit „Consensus and Conflict – Value Collectives and Social Conflicts in Contemporary German Society“ zum PhD promoviert wurde. Zudem arbeitete sie dort als Assistentin in der Lehre und als Forschungsassistentin bei Yossi Shavit.
Anschließend kehrte Roßteutscher 1998 nach Mannheim zurück und nahm zunächst eine Tätigkeit als Wissenschaftliche Mitarbeiterin, ab 2000 bis 2006 dann als Projektleiterin am Mannheimer Zentrum für europäische Sozialforschung (MZES) sowie als Assistentin von Jan van Deth am Lehrstuhl für politische Wissenschaft und international vergleichende Sozialforschung an der Universität Mannheim auf. 2007 habilitierte sie mit einer international vergleichenden Studie zur demokratischen Rolle religiöser Zivilgesellschaften und religiöser Märkte. 2006 bis 2007 übernahm sie die Projektleitung der Nationalen Wahlstudie am Mannheimer Zentrum für Umfragen, Methoden und Analysen (ZUMA).
Im Juli 2007 wurde Roßteutscher als Universitätsprofessorin an die Johann Wolfgang Goethe-Universität in Frankfurt am Main berufen, wo sie am Institut für Politik- und Gesellschaftsanalyse die Professur für Soziologie mit dem Schwerpunkt sozialer Konflikt und sozialer Wandel übernahm.
Roßteutscher war 2007 Gründungsmitglied der Deutschen Gesellschaft für Wahlforschung (DGfW) und fungierte seitdem als deren stellvertretende Vorsitzende. Als Nachfolgerin Rüdiger Schmitt-Becks wurde sie 2019 die Vorsitzende der DGfW.
Gemeinsam mit Hans Rattinger, Rüdiger Schmitt-Beck und Bernhard Weßels als Verantwortlichen baute sie ab 2009 die German Longitudinal Election Study auf, bei der sie seitdem als Projektleiterin fungiert.

## Forschungsschwerpunkte
Ihre empirisch quantitativ und international vergleichend ausgerichteten Forschungsschwerpunkte sind Sozialkapital, Religionssoziologie, Wahlforschung, soziokultureller Wandel, politische Sozialisation und politische Kultur.
In aktuellen Forschungsprojekten beschäftigt sie sich mit der Rolle von Religionen und religiösen Institutionen für die Produktion gesellschaftlicher Solidarität und der Wahl- und Wählerforschung. Abgeschlossenen Projekte beschäftigten sich mit sozialer und politischer Partizipation, Zivilgesellschaft und Bürgerengagement, der demokratischen Rolle sozialen Kapitals sowie dem Vereinsleben in Deutschland und Großbritannien.

## Wissenschaftliche Veröffentlichungen
- Roßteutscher, Sigrid (2009): Religion, Zivilgesellschaft, Demokratie, Baden-Baden: Nomos Verlagsgesellschaft.
- Maloney, William und Sigrid Roßteutscher (2007) (Hrsg.): Social Capital and Associations in European Democracies. A comparative analysis, London: Routledge.
- Roßteutscher, Sigrid (2005) (Hrsg.): Democracy and the Role of Associations: Political, Organizational and Social Contexts, London: Routledge.
- Gabriel, Oscar W.; Kunz, Volker; Roßteutscher, Sigrid und Jan W. van Deth (2002): Sozialkapital und Demokratie. Zivilgesellschaftliche Ressourcen im Vergleich, Wien: WUV-Universitäts-Verlag.